# Баррон (містечко, Вісконсин)
Баррон (англ. Barron) — місто (англ. town) в США, в окрузі Беррон штату Вісконсин. Населення — 813 особи (2020).

## Демографія
Згідно з переписом 2010 року, у місті мешкали 873 особи в 329 домогосподарствах у складі 258 родин. Було 346 помешкань
Расовий склад населення:
| - 96,7 % — білих - 0,5 % — чорних або афроамериканців - 0,3 % — азіатів - 0,1 % — корінних американців - 1,5 % — осіб інших рас |

До двох чи більше рас належало 0,9 %. Частка іспаномовних становила 4,2 % від усіх жителів.
За віковим діапазоном населення розподілялося таким чином: 23,1 % — особи молодші 18 років, 61,0 % — особи у віці 18—64 років, 15,9 % — особи у віці 65 років та старші. Медіана віку мешканця становила 43,6 року. На 100 осіб жіночої статі у місті припадало 104,9 чоловіків;  на 100 жінок у віці від 18 років та старших — 104,0 чоловіків також старших 18 років.
Середній дохід на одне домашнє господарство  становив 71 472 долари США (медіана — 64 018), а середній дохід на одну сім'ю — 77 551 долар (медіана — 67 625). Медіана доходів становила 48 393 долари для чоловіків та 32 431 долар для жінок. За межею бідності перебувало 5,8 % осіб, у тому числі 2,1 % дітей у віці до 18 років та 2,8 % осіб у віці 65 років та старших.
Цивільне працевлаштоване населення становило 440 осіб. Основні галузі зайнятості: освіта, охорона здоров'я та соціальна допомога — 20,7 %, сільське господарство, лісництво, риболовля — 16,8 %, виробництво — 16,4 %.